# HD 5
HD 5 és una estrella situada a 293,3 any llum a la constel·lació dels Peixos.